# Adeodato (filho de Agostinho de Hipona)
Adeodato (em latim: Adeodatus; 372 - ca. 391) era filho de Santo Agostinho de Hipona com uma concubina de nome incerto e nasceu antes da conversão de seu pai. Foi batizado em Mediolano em 387 por Ambrósio, junto de seu pai, antes de morrer anos depois. Santo Agostinho registra sua memória nas Confissões, depois de tê-lo encenado em um diálogo filosófico intitulado De Magistro.

## Vida

### Agostinho em casa
Agostinho chegou a Cartago (atual Tunísia) em 371 para concluir seus estudos superiores. Fora de casa, se dedica a vagabundar por um ano antes de tomar uma concubina. Na sociedade romana do século IV, o concubinato era tido como uma espécie de casamento de segunda categoria, não apenas legal, mas honrosa. Era uma espécie de estágio, a hora de concluir as negociações financeiras que presidiam a qualquer casamento oficial. No caso de Agostinho, a coabitação durará mais de uma década, durante a qual foi fiel à sua concubina. Apesar de ter estabilizado o ímpeto sexual de seu filho, a situação não agrada Santa Mônica, mãe de Agostinho, que, além do pecado, vê obstáculo ao casamento: incitaria Agostinho a romper a união, em favor de uma união mais vantajoso.

### Mãe de Adeodato
As fontes ignoram o nome da mãe de Adeodato. Devia ser cristã, mas de condição inferior, e consciente de que um dia poderia ser repudiada, pois a lei romana proibia tais uniões. Deu à luz a seu filho após um ano de união; é precisamente seu nome que permite presumir que fosse cristã: muito comum na Igreja de Cartago, Adeodato significava "dado por Deus" (a Deo datus) e era a latinização do nome púnico Iantabaal. Na ocasião, Agostinho não se regozijou com o nascimento, que teve um efeito estabilizador sobre ele. Mas, a manutenção de uma família foi um verdadeiro problema pecuniário ao jovem professor devido a suas várias viagens: Cartago, Tagaste, depois Cartago, Roma e Mediolano. Foi em Mediolano, em 385/386, que ocorreu a ruptura: a mãe de Adeodato confiou o adolescente ao pai antes de retornar ao norte da África, retirando-se sem queixa ou recriminação, até jurando - assegurou Agostinho - que nunca teria outro homem. Poucos meses depois, durante a famosa cena do Jardim de Mediolano, ocorreu a conversão do futuro Padre da Igreja, seguida de seu batismo em 24 de abril de 387 com seu filho e amigo Alípio.

### Filho do pecado e da graça
Segundo a lei romana, nada obrigava Agostinho a manter filho nascido de laços matrimoniais. Porém, cuidou de Adeodato, cercando-o de amor e ternura, e prestando atenção especial ao seu desenvolvimento intelectual. A inteligência dele lhe parecera superior a sua, o que não diz muito. Assim, Adeodato, participando do retiro de pré-batismo na vila de Cassíaco, surpreende os amigos de seu pai pela profundidade de suas respostas, como evidencia o De Beata Vita. Quando os outros secam em certos pontos de doutrina, ele mostra grande clareza de julgamento e forte intuição das verdades cristãs: segurança e penetração em que também é reconhecida a educação de Mônica, que esteve ocupada com seu neto. Ainda em Cassíaco, Adeodato teria dito que o herdeiro dos bens espirituais é aquele que tende a Deus e se consagra somente a ele. Uma vez batizado, o adolescente retorna à Numídia com seu pai em meados de agosto de 388, e ambos começam uma experiência de vida monástica em Tagaste. É desse tempo que data o De magistro, uma obra filosófica na qual Agostinho dialoga com seu filho à maneira dos platonistas. Através da reflexão sobre a linguagem, que deve muito à sua formação como retórico, o autor esboça, com uma teoria do signo, dois grandes temas de seu pensamento: a estreita conexão entre conhecimento e amor, e o ministério interno de Cristo, luz da alma e fonte de toda a verdade. Anos mais tarde, Agostinho afirma que relatou fielmente as observações inteligentes de Adeodato, quando evoca a memória de seu filho, no capítulo 6 do livro IX das Confissões. Ele morreu prematuramente, antes da instalação de seu pai em Hipona em 391, em data e por uma causa até então desconhecida.